# Ficus ulmifolia
Ficus ulmifolia är en mullbärsväxtart som beskrevs av Jean-Baptiste de Lamarck. Ficus ulmifolia ingår i släktet fikonsläktet, och familjen mullbärsväxter. Inga underarter finns listade i Catalogue of Life.